# Chotyń
Chotyń (niem. Neu Amerika) – wieś w Polsce położona w województwie zachodniopomorskim, w powiecie białogardzkim, w gminie Karlino. W latach 1975–1998 wieś należała do województwa koszalińskiego. W roku 2007 wieś liczyła 27 mieszkańców. Wieś wchodzi w skład sołectwa Karścino.

## Geografia
Wieś leży ok. 2,5 km na południe od Karścina.